# フライドバイ
フライドバイ（英語：flydubai、アラビア語：فلاي دبي）は、アラブ首長国連邦・ドバイを拠点とする航空会社であり、2009年の設立以来、急速に国際ネットワークを拡大している。ドバイ国際空港第2ターミナルをベースに、中東、アフリカ、東ヨーロッパ、中央アジア、南アジアを中心に展開し、2025年現在では55か国・130都市以上に就航している。
フライドバイは、親会社であるエミレーツ航空とのコードシェアや乗継連携を活用し、ドバイを経由したシームレスなグローバル移動を実現している。コスト効率とサービスのバランスを重視し、レジャー客からビジネス客まで幅広い層に支持されている航空会社である。

## 沿革
2008年4月19日に設立。エミレーツ航空は親会社ではないものの、ドバイ政府を大株主とする点で共通しており、多大な支援を受けた。
2008年7月14日、ファーンボロー航空ショーでにおいて、ボーイング社と総額37億4000万ドル、ボーイング737-800型機50機を確定発注した。2009年5月17日に最初の機体が納入され、6月1日にドバイ〜アンマン・ベイルート間で運行を開始した。
2013年10月8日 ビジネスクラス装備の機材で、ビジネスクラスサービスを提供する便の運航を開始、ビジネスクラス旅客は優先搭乗、出入国の優先レーンが使用可能。737-800に12席が装備されており、シートは42インチ、モニターはタッチスクリーン式の12.1インチが装備されている。
2014年7月6日 ビジネスクラスを同社機材に装備していることを受け、ドバイ国際空港ターミナル2にビジネスクラス向け24時間営業のラウンジが開設された。
2017年7月17日 姉妹会社のエミレーツ航空とパートナーシップ協定を結ぶ。これにより両社により200都市以上への就航となる。
2017年7月31日 中東の航空会社には初、ボーイング737MAX (登録番号A6-MAX)が導入された。

2017年11月15日 ドバイ航空ショーにて総額270億ドルを総じて737 MAXを計225機注文（175機発注しかつ50機の購入権設定）
2023年のパレスチナ・イスラエル戦争中、多くの航空会社がテルアビブ空港への運行を取りやめたが、フライドバイとエティハド航空は毎日複数のフライトを運航している。これは、イスラエルとの強い絆を維持するという「UAEコミットメント」を象徴している。
2023年新ビジネス「ビジネス・スイート」を11月導入 Safran Seatsが設計し、JPA Designがデザインした単通路機用シートで、全席が通路に面し、スライドドアを設けている。17インチの4Kタッチスクリーンモニターを設置し、Bluetooth接続にも対応する。同シート製品のボーイング機への設置は初めて 
2023年ビジネストラベラー中東アワードにおいて中東のベストLCCに選ばれる
2023年11月13日 ドバイ航空ショーにて総額110億米ドル（約1兆6692億円）を総じてボーイング787-9を30機購入することで合意
2025年　史上最高の年間利益を記録フライドバイは2024年度に6億1100万ドルの過去最高利益を計上。乗客数は1540万人を記録し、保有機数と就航先も大幅に拡大

## フライドバイ 過去10年の業績推移（2014〜2024年）
Flydubaiは過去10年間にわたり、旅客数、収益、保有機数のすべての面で着実な成長を遂げている。以下はその業績の概要である。
| 年度 | 総収益（米ドル） | 純利益（米ドル） | 乗客数（百万人） | 保有機数 |
| ---- | ---------------- | ---------------- | ---------------- | -------- |
| 2014 | 約12億           | 約2.5億          | 7.25             | 約43機   |
| 2015 | 約13億           | 約1.0億          | 9.04             | 約50機   |
| 2016 | 約14億           | 約0.3億          | 10.4             | 約57機   |
| 2017 | 約15億           | 約0.37億         | 10.9             | 約61機   |
| 2018 | 約17億           | -1.6億（赤字）   | 11.0             | 約64機   |
| 2019 | 約16億           | 約1.98億         | 9.6              | 約59機   |
| 2020 | 約7.7億          | -1.94億（赤字）  | 3.2              | 約51機   |
| 2021 | 約14億           | 約8.41億         | 5.6              | 約59機   |
| 2022 | 約25億           | 約12億           | 10.6             | 約74機   |
| 2023 | 約30億           | 約5.72億         | 13.8             | 約84機   |
| 2024 | 約35億           | 約6.74億         | 15.4             | 約88機   |

### 備考：
- 2020年はCOVID-19パンデミックの影響により大幅な減収減益。
- 2021年以降、回復と拡大を続け、2024年には過去最高の収益と利益を記録。

## 就航都市
2025年8月現在、ドバイを拠点に以下の都市に就航している。
| 国                       | 都市                         | 空港                                                     | 備考                           |  |
| ------------------------ | ---------------------------- | -------------------------------------------------------- | ------------------------------ |  |
| 西アジア                 |                              |                                                          |                                |  |
| アラブ首長国連邦         | ドバイ                       | ドバイ国際空港                                           | ハブ空港                       |  |
| カタール                 | ドーハ                       | ハマド国際空港                                           |                                |  |
| バーレーン               | マナーマ                     | バーレーン国際空港                                       |                                |  |
| オマーン                 | マスカット                   | マスカット国際空港                                       |                                |  |
| オマーン                 | サラーラ                     | サラーラ国際空港                                         |                                |  |
| クウェート               | クウェートシティ             | クウェート国際空港                                       |                                |  |
| ヨルダン                 | アンマン                     | アンマン国際空港                                         |                                |  |
| シリア                   | ダマスカス                   | ダマスカス国際空港                                       |                                |  |
| サウジアラビア           | アブハー                     | アブハー国際空港                                         |                                |  |
| サウジアラビア           | アル・ウラ                   | アル・ウラ国際空港                                       |                                |  |
| サウジアラビア           | ダンマーム                   | キング・ファハド国際空港                                 |                                |  |
| サウジアラビア           | アル・カシム                 | プリンス・ナイフ・ビン・アブドゥルアズィズ国際空港       |                                |  |
| サウジアラビア           | ジーザーン                   | ジーザーン空港                                           |                                |  |
| サウジアラビア           | ハーイル                     | ハーイル空港                                             |                                |  |
| サウジアラビア           | フフーフ                     | アル・ハサ空港                                           |                                |  |
| サウジアラビア           | ジッダ                       | キング・アブドゥルアズィーズ国際空港                     |                                |  |
| サウジアラビア           | マディーナ                   | プリンス・モハンマド・ビン・アブドゥルアズィーズ国際空港 |                                |  |
| サウジアラビア           | ナジュラーン                 | ナジュラーン空港                                         |                                |  |
| サウジアラビア           | ネオム                       | ネオム空港                                               |                                |  |
| サウジアラビア           | カイスマ                     | カイスマ空港                                             |                                |  |
| サウジアラビア           | リヤド                       | キング・ハーリド国際空港                                 |                                |  |
| サウジアラビア           | タブーク                     | タブーク空港                                             |                                |  |
| サウジアラビア           | ターイフ                     | ターイフ国際空港                                         |                                |  |
| サウジアラビア           | ヤンブー                     | ヤンブー空港                                             |                                |  |
| イラン                   | バンダレ・アッバース         | バンダレ・アッバース国際空港                             |                                |  |
| イラン                   | エスファハーン               | エスファハーン・シャヒード・ベヘシュティー国際空港       |                                |  |
| イラン                   | ラール                       | ラレスタン・アヤトラ・アヤトラヒ国際空港                 |                                |  |
| イラン                   | マシュハド                   | マシュハド国際空港                                       |                                |  |
| イラン                   | シーラーズ                   | シーラーズ国際空港                                       |                                |  |
| イラン                   | テヘラン                     | エマーム・ホメイニー国際空港                             |                                |  |
| イラク                   | バグダード                   | バグダード国際空港                                       |                                |  |
| イラク                   | バスラ                       | バスラ国際空港                                           |                                |  |
| イラク                   | アルビール                   | アルビール国際空港                                       |                                |  |
| イラク                   | ナジャフ                     | アン＝ナジャフ国際空港                                   |                                |  |
| イラク                   | スレイマニヤ                 | スレイマニヤ国際空港                                     |                                |  |
| レバノン                 | ベイルート                   | ラフィク・ハリリ国際空港                                 |                                |  |
| アルメニア               | エレバン                     | ズヴァルトノッツ国際空港                                 |                                |  |
| アゼルバイジャン         | バクー                       | ヘイダル・アリエフ国際空港                               |                                |  |
| ジョージア               | バトゥミ                     | バトゥミ国際空港                                         |                                |  |
| ジョージア               | トビリシ                     | トビリシ国際空港                                         |                                |  |
| イスラエル               | テルアビブ                   | ベン・グリオン国際空港                                   |                                |  |
| 南アジア                 |                              |                                                          |                                |  |
| アフガニスタン           | カブール                     | カブール国際空港                                         |                                |  |
| バングラデシュ           | チッタゴン                   | シャーアマーナト国際空港                                 |                                |  |
| バングラデシュ           | ダッカ                       | ハズラット・シャージャラール国際空港                     |                                |  |
| インド                   | アフマダーバード             | アフマダーバード空港                                     |                                |  |
| インド                   | デリー                       | インディラ・ガンディー国際空港                           |                                |  |
| インド                   | ハイデラバード               | ハイデラバード空港                                       |                                |  |
| インド                   | コーチ                       | コーチン国際空港                                         |                                |  |
| インド                   | コルカタ                     | ネータージー・スバース・チャンドラ・ボース国際空港       |                                |  |
| インド                   | コーリコード                 | カリカット国際空港                                       |                                |  |
| インド                   | ラクナウ                     | チャウダリー・チャラン・シン国際空港                     |                                |  |
| インド                   | ムンバイ                     | チャトラパティ・シヴァージー国際空港                     |                                |  |
| モルディブ               | マレ                         | ヴェラナ国際空港                                         |                                |  |
| ネパール                 | カトマンズ                   | トリブバン国際空港                                       |                                |  |
| パキスタン               | ファイサラバード             | ファイサラバード国際空港                                 |                                |  |
| パキスタン               | カラチ                       | ジンナー国際空港                                         |                                |  |
| パキスタン               | ムルターン                   | ムルターン国際空港                                       |                                |  |
| パキスタン               | クエッタ                     | クエッタ国際空港                                         |                                |  |
| パキスタン               | ペシャーワル                 | バシャ・カーン国際空港                                   |                                |  |
| パキスタン               | シアールコート               | シアールコート国際空港                                   |                                |  |
| スリランカ               | コロンボ                     | バンダラナイケ国際空港                                   |                                |  |
| 東南アジア               |                              |                                                          |                                |  |
| マレーシア               | ランカウイ                   | ランカウイ国際空港                                       |                                |  |
| マレーシア               | ペナン                       | ペナン国際空港                                           |                                |  |
| タイ                     | クラビー                     | クラビー空港                                             |                                |  |
| 中央アジア               |                              |                                                          |                                |  |
| カザフスタン             | アルマトイ                   | アルマトイ国際空港                                       |                                |  |
| カザフスタン             | アスタナ                     | ヌルスルタン・ナザルバエフ国際空港                       |                                |  |
| カザフスタン             | シムケント                   | シムケント国際空港                                       |                                |  |
| キルギス                 | ビシュケク                   | マナス国際空港                                           |                                |  |
| タジキスタン             | ドゥシャンベ                 | ドゥシャンベ空港                                         |                                |  |
| トルクメニスタン         | アシガバート                 | アシガバート空港                                         |                                |  |
| ウズベキスタン           | タシュケント                 | タシュケント国際空港                                     |                                |  |
| ウズベキスタン           | サマルカンド                 | サマルカンド国際空港                                     |                                |  |
| アフリカ                 |                              |                                                          |                                |  |
| エジプト                 | アレクサンドリア             | ボルグ・エル・アラブ空港                                 |                                |  |
| エジプト                 | カイロ                       | カイロ国際空港                                           |                                |  |
| エジプト                 | エル・アラメイン             | エル・アラメイン国際空港                                 |                                |  |
| ジブチ                   | ジブチ市                     | ジブチ国際空港                                           |                                |  |
| エリトリア               | アスマラ                     | アスマラ国際空港                                         |                                |  |
| エチオピア               | アディスアベバ               | ボレ国際空港                                             |                                |  |
| ケニア                   | モンバサ                     | モイ国際空港                                             |                                |  |
| ソマリア                 | ハルゲイサ                   | ハルゲイサ国際空港                                       |                                |  |
| 南スーダン               | ジュバ                       | ジュバ空港                                               |                                |  |
| タンザニア               | ダルエスサラーム             | ジュリウス・ニエレレ国際空港                             |                                |  |
| タンザニア               | ザンジバル                   | アビード・アマニ・カルーム国際空港                       |                                |  |
| ウガンダ                 | エンテベ                     | エンテベ国際空港                                         |                                |  |
| ヨーロッパ               |                              |                                                          |                                |  |
| アルバニア               | ティラナ                     | ティラナ国際空港                                         |                                |  |
| オーストリア             | ザルツブルク                 | ザルツブルク空港                                         |                                |  |
| ベラルーシ               | ミンスク                     | ミンスク・ナショナル空港                                 |                                |  |
| ボスニア・ヘルツェゴビナ | サラエヴォ                   | サラエヴォ国際空港                                       |                                |  |
| ブルガリア               | ソフィア                     | ソフィア空港                                             |                                |  |
| クロアチア               | ドゥブロヴニク               | ドゥブロヴニク空港                                       |                                |  |
| クロアチア               | ザグレブ                     | ザグレブ国際空港                                         |                                |  |
| チェコ                   | プラハ                       | ヴァーツラフ・ハヴェル・プラハ国際空港                   |                                |  |
| ギリシャ                 | コルフ島                     | コルフ国際空港                                           |                                |  |
| ギリシャ                 | ミコノス島                   | ミコノス空港                                             |                                |  |
| ギリシャ                 | サントリーニ島               | サントリーニ国際空港                                     |                                |  |
| ハンガリー               | ブダペスト                   | リスト・フェレンツ国際空港                               |                                |  |
| イタリア                 | カターニア                   | カターニア＝フォンターナロッサ空港                       |                                |  |
| イタリア                 | ミラノ                       | ベルガモ・オーリオ・アル・セーリオ空港                   |                                |  |
| イタリア                 | ナポリ                       | ナポリ・カポディキーノ国際空港                           |                                |  |
| イタリア                 | オルビア                     | オルビア空港                                             |                                |  |
| イタリア                 | フィレンツェ                 | フィレンツェ＝ペレトラ空港                               |                                |  |
| モンテネグロ             | ティヴァト                   | ティヴァト空港                                           |                                |  |
| ポーランド               | クラクフ                     | バリツェ空港                                             |                                |  |
| ポーランド               | ポズナン                     | ポズナン・ワヴィツァ空港                                 |                                |  |
| ポーランド               | ワルシャワ                   | ワルシャワ・ショパン空港                                 |                                |  |
| ルーマニア               | ブカレスト                   | アンリ・コアンダ国際空港                                 |                                |  |
| ルーマニア               | ヤシ                         | ヤシ国際空港                                             | 2025年9月19日より運航開始予定  |  |
| リトアニア               | ヴィリニュス                 | ヴィリニュス国際空港                                     | 2025年12月11日より運航開始予定 |  |
| ラトビア                 | リガ                         | リガ国際空港                                             | 2025年12月12日より運航開始予定 |  |
| ロシア                   | カザン                       | カザン国際空港                                           |                                |  |
| ロシア                   | マハチカラ                   | マハチカラ・ウイタシュ国際空港                           |                                |  |
| ロシア                   | ミネラーリヌィエ・ヴォードィ | ミネラーリヌィエ・ヴォードィ空港                         |                                |  |
| ロシア                   | モスクワ                     | ヴヌーコヴォ国際空港                                     |                                |  |
| ロシア                   | ノヴォシビルスク             | トルマチョーヴォ空港                                     |                                |  |
| ロシア                   | サマーラ                     | クルモチ国際空港                                         |                                |  |
| ロシア                   | ソチ                         | ソチ国際空港                                             |                                |  |
| ロシア                   | サンクトペテルブルク         | プルコヴォ空港                                           |                                |  |
| ロシア                   | ウファ                       | ウファ国際空港                                           |                                |  |
| ロシア                   | ヴォルゴグラード             | ヴォルゴグラード国際空港                                 |                                |  |
| ロシア                   | エカテリンブルク             | コルツォヴォ国際空港                                     |                                |  |
| セルビア                 | ベオグラード                 | ベオグラード・ニコラ・テスラ空港                         |                                |  |
| スロベニア               | リュブリャナ                 | リュブリャナ空港                                         |                                |  |
| スイス                   | バーゼル                     | ユーロエアポート・バーゼル＝ミュールーズ空港             |                                |  |
| モルドバ                 | キシナウ                     | キシナウ国際空港                                         | 2025年9月17日より運航開始予定  |  |
| トルコ                   | アンカラ                     | エセンボーア国際空港                                     |                                |  |
| トルコ                   | ボドルム                     | ミラス＝ボドルム空港                                     |                                |  |
| トルコ                   | アンタルヤ                   | アンタルヤ空港                                           |                                |  |
| トルコ                   | イスタンブール               | イスタンブール空港                                       |                                |  |
| トルコ                   | トラブゾン                   | トラブゾン空港                                           |                                |  |

## 機材
| 機種              | 保有数 | 発注数 | 客席数 | 客席数 | 客席数 | 備考               |
| 機種              | 保有数 | 発注数 | C      | Y      | 計     | 備考               |
| ----------------- | ------ | ------ | ------ | ------ | ------ | ------------------ |
| ボーイング737-800 | 29     | ー     | 12     | 162    | 174    | [ 1 ]              |
| ボーイング737-800 | 29     | ー     | ー     | 189    | 189    | [ 1 ]              |
| ボーイング737MAX8 | 55     | 69     | 10     | 156    | 166    | [ 19 ] [ 20 ]      |
| ボーイング737MAX8 | 55     | 69     | 12     | 162    | 174    | [ 19 ] [ 20 ]      |
| ボーイング737MAX9 | 3      | 67     | 16     | 156    | 172    | [ 19 ] [ 20 ]      |
| ボーイング787-9   | ー     | 30     | 未定   | 未定   | 未定   | 2026年より受領予定 |

## コードシェア

### コードシェア提携航空会社
- Emirates Airlines — 双方で相互にコードシェアを実施し、旅行者は両社ネットワークを利用可能。荷物の通しチェックインなど連携あり

- Air Canada — 2023年5月よりコードシェア契約を開始。カナダ〜中東・アフリカ・南アジア間の接続を含む

- United Airlines — 提携要請がされており、2023年中にコードシェア開始が予定されている

## 事故
2016年3月19日午前3時50分頃(ロシア第2標準時、UTC+3)、ドバイ国際空港からロシアのロストフ・ナ・ドヌにあるロストフ・ナ・ドヌ空港に向かっていたフライドバイ981便（ボーイング737-800、A6-FDN）が、悪天候の中で着陸しようとしたところで墜落した。乗員7人、乗客55名が死亡した。現在もなお事故原因を調査中である。